# Sommeil sommeil
sommeil sommeil（ソメイユ・ソメーユ）は日本の女性アイドルグループ。
都内を中心に活動する睡眠アイドルポップユニット。sommeil はフランス語で睡眠を意味する。
2017年、しずくだうみプロデュースでソロ活動を行っていた夏芽すやりと過去にしずくだのPV に出演していたnemumi の2人で結成。

## メンバー
| 名前     | よみがな     | 誕生日  | 活動期間        | イメージカラー |
| -------- | ------------ | ------- | --------------- | -------------- |
| nemumi   | ねむみ       | 5月1日  | 2017年10月7日 - | 水色           |
| 夢乃なこ | ゆめのなこ   | 7月30日 | 2019年6月30日 - | 黄色           |
| 淀橋瞑   | よどばしめい | 4月20日 | 2023年7月9日 -  | 藍色           |

| 名前           | よみがな     | 誕生日  | 活動期間                      |
| -------------- | ------------ | ------- | ----------------------------- |
| 夏芽すやり     | なつめすやり | -       | 2017年10月7日 - 2022年9月11日 |
| まどろめうつら | -            | 1月27日 | 2024年8月24日 - 2025年1月31日 |

## 略歴

### 2017年
- 10月7日 「sommeil sommeil お披露目ライブ sowasowa records night」（新宿Motion）[6][7]

※「トーキョーシティーボックス」「映画みたい」「ミッドナイトバス」初披露
- 11月4日 「sommeil sommeil「she never.」発売記念インストアイベント」（タワーレコード池袋店）[8]
- 12月24日 「聖地2017」（目黒鹿鳴館）

※「チャイナでパンク」初披露

### 2018年
- 4月22日 「しずくだうみツーマンシリーズ第一弾 VS大石理乃 (O.A. sommeil sommeil) 」（中野新井薬師894BASE）

※「恋は冬の香り」初披露
- 7月21日 両A面シングル「恋は冬の香り/チャイナでパンク」レコ発イベント「恋は冬の香りじゃね？」（町田Nutty's）

※「空色プール」初披露
- 8月19日 両A面シングル「恋は冬の香り/チャイナでパンク」レコ発イベント「チャイナでパンクって結局どういう意味なんだ」（新宿Motion）

※「シーサイドライナー」初披露
- 12月24日 「SOWASOWA RECORDS NIGHT」（新宿Motion）

※「最後のドライブ」「冷たい雨」（しずくだうみカバー） 初披露

### 2019年
- 3月18日 「スナックすやり」（新宿ROCK CAFE LOFT）[9]
- 6月30日 「まくら投げパーティー」（新宿Naked Loft）

※夢乃なこ加入、「今日はどこにも」初披露
- 8月12日 「真夏の雪フェスティバル前祭」（渋谷DESEO）

※「愛の旅」初披露
- 9月23日 「まくら投げパーティー1.5投目！」（新宿ROCK CAFE LOFT）

※「エンドロール」初披露
- 11月23日 「まくら投げパーティー2投目！」（吉祥寺NEPO）
- 12月22日 「まくら投げパーティー3投目！ ソメソメのクリスマスパーティー！」（新宿ROCK CAFE LOFT）

### 2020年
- 3月21日 「まくら投げパーティー3.5投目！～ソメソメも盛り上がりたい時があるらしい～」（渋谷LOFT HEAVEN）
- 5月30日 「まくら投げパーティー4投目！"がんばれソメソメの会"」（新宿 ROCK CAFE LOFT） →新型コロナウイルス感染拡大により延期

### 2021年
- 4月25日 「DO THE ZEST ONLINE」（下北沢Laguna、配信のみ）

※「穏やかな祝祭」初披露
- 5月30日 「まくら投げパーティー4投目！"がんばれソメソメの会" 振替公演」（渋谷LOFT HEAVEN）

※「スケープゴート」初披露
- 7月25日 「まくら投げパーティー5投目！～配信限定アコースティックな日～」（新宿ROCK CAFE LOFT）
- 8月28日 「まくら投げパーティー6投目！～配信限定アコースティックな日その2～」（新宿ROCK CAFE LOFT）
- 11月7日 「SOWASOWA RECORDS NIGHT」（渋谷LOFT HEAVEN）

※「wonder day」初披露

### 2022年
- 5月4日 「sommeil sommeil 1st アルバム"Bon voyage!"世界最速公聴会」（新宿ROCK CAFE LOFT）
- 5月5日 「sommeil sommeil 1st アルバム"Bon voyage!"レコ発ライブ」（渋谷LOFT HEAVEN）

※「タイムトリップガール」「果ての先へ」初披露
- 5月21日 「sommeil sommeil 1st Album『Bon voyage!』発売記念ミニライブ＆特典会」（ららぽーとTOKYO-BAY）[11]
- 7月2日 「まくら投げパーティー7投目！」（新宿ROCK CAFE LOFT）
- 9月11日　「SOWASOWA RECORDS NIGHT ～夏芽すやり卒業編～」（吉祥寺NEPO）

※夏芽すやり卒業
- 10月2日 「秋のYOIMACHI2022」（大塚Deepa）

※nemumi・夢乃なこの新体制お披露目、「とけあいたい」「パステルカラーの町で」初披露

### 2023年
- 5月5日 「nemumiのお誕生日会～ねむみの森への招待状～」（渋谷LOFT HEAVEN）

※「ねむみの森」「現実とねむりのあいだで」初披露
- 7月9日 「sommeil sommeil 淀橋瞑加入公演 夢うつつの瞑想」

※淀橋瞑加入、「あの子が泣いてる」初披露
- 7月29日 「夢乃なこのお誕生日パーティー「なこぴのルンルンバースデー！」」（大塚Hearts Next）
- 12月3日 「SOWASOWA RECORDS NIGHT」（渋谷LOFT HEAVEN）

※「幼なじみになりそう！」初披露

### 2024年
- 1月28日 「まくら投げパーティー8投目！」（青山月見ル君想フ）
- 4月28日 「淀橋瞑誕生日記念公演「最高のバ～スデイ」」（渋谷LOFT HEAVEN）
- 5月6日 「nemumiのお誕生日パーティー「ねむみの森のティータイム」」（渋谷LOFT HEAVEN）
- 7月28日 「夢乃なこのお誕生日ライブ「ゆめのなこのゆめのなか」」（大塚Hearts+）
- 8月24日 「真夏の月と視る夢」（青山月見ル君想フ）

※まどろめうつら （研修生） 加入、「まだ夏の思い出がひとつもない！」初披露
- 11月3日 「秋のYOIMACHI2024」（大塚記念湯）

※「そめい湯」初披露

### 2025年
- 1月4日 「カガクハンノウvol.44～まこ誕生日おめでとう～」(西永福JAM)

※「スイートコーヒータイム」(SAKA-SAMA 瀬戸まーなカバー) 初披露
- 1月25日 「まどろめうつらバースデーライブ「1000年後のきみへ」」(渋谷LOFT HEAVEN)

※まどろめうつら脱退
- 4月20日 「淀橋瞑のバ～スデイライブ25」（渋谷LOFT HEAVEN）
- 5月17日 「ねむみの森のお仕立て会」（渋谷LOFT HEAVEN）
- 7月20日 「ゆめのなこのゆめのなか25」（大塚Hearts+）

## ディスコグラフィー
| 種類             | タイトル                                           | 品番       | 収録曲 | 発売日         | 備考                                  |
| ---------------- | -------------------------------------------------- | ---------- | --- | -------------- | ------------------------------------- |
| 1st ミニアルバム | she never.                                         | SOWACD006  | 1. トーキョーシティーボックス 2. 映画みたい 3. ミッドナイトバス | 2017年10月4日  | プレスCD                              |
| 1st Single       | 恋は冬の香り/チャイナでパンク                      | SOWACD008  | 1. 恋は冬の香り 2. チャイナでパンク | 2018年7月12日  | 両A面シングル CD-R                    |
| 2nd ミニアルバム | she (will) soon                                    | SOWACD011  | 1. 最後のドライブ 2. シーサイドライナー 3. 空色プール | 2018年12月24日 | CD-R                                  |
| 2nd Single       | 愛の旅/今日はどこにも                              | SOWACD012  | 1. 愛の旅 2. 今日はどこにも 3. 今日はどこにも remix by hirhiri | 2019年8月12日  | CD-R                                  |
| 夢乃なこソロ     | 夢ガール                                           | SOWACD014  | 1. 夢ガール 2. 夢ガール instrumental | 2020年12月3日  | CD-R                                  |
| 3rd Single       | 穏やかな祝祭                                       | SOWACD017  | 1. 穏やかな祝祭 2. 穏やかな祝祭 instrumental | 2021年3月10日  | CD-R                                  |
| 4th Single       | wonder day                                         | SOWACD020  | 1. wonder day 2. wonder day instrumental | 2021年11月7日  | CD-R                                  |
| 夏芽すやりソロ   | 星空ティータイム                                   | SOWACD018  | 1. 星空ティータイム 2. 星空ティータイム （夏芽すやりソロ） 3. 星空ティータイム （かききまなみソロ） | 2021年12月3日  | 「夏芽すやりとかききまなみ」名義 CD-R |
| 1st Album        | Bon voyage!                                        | SOWACD021  | 1. 愛の旅 2. 最後のドライブ 3. シーサイドライナー 4. エンドロール 5. タイムトリップガール 6. スケープゴート 7. 果ての先へ 8. wonder day 9. 穏やかな祝祭 10. 今日はどこにも | 2022年5月11日  | プレスCD                              |
| 5th Single       | とけあいたい/パステルカラーの町で                  | SOWACD022  | 1. とけあいたい 2. パステルカラーの町で | 2022年10月2日  | CD-R                                  |
| 6th Single       | メタモルフォーゼプール                             | SOWACD023  | 1. メタモルフォーゼプール | 2023年12月18日 | CD-R                                  |
| nemumiソロ       | ねむみの森/現実とねむりのあいだで                  | SOWACD025  | 1. ねむみの森 2. 現実とねむりのあいだで | 2023年5月5日   | CD-R                                  |
| 7th Single       | あの子が泣いてる                                   | SOWACD-026 | 1. あの子が泣いてる | 2023年7月7日   | 8cm CD                                |
| 夢乃なこソロ     | 2023.7.29 「なこぴのルンルンバースデー」Live Rec！ | -          | トラック1 夢乃なこ 1. 夢ガール 2. シーサイドライナー 3. ドラムソロ 4. 選ばれない （with 染之助染太郎a.k.a.バンドセット/しずくだうみカバー） トラック2 sommeil sommeil with 染之助染太郎a.k.a.バンドセット 1. 愛の旅 2. 恋は冬の香り 3. あの子が泣いてる 4. 最後のドライブ 5. 果ての先へ En. 愛の旅おかわり | 2023年7月29日  | CD-R                                  |
| 8th Single       | 幼なじみになりそう！                               | SOWACD027  | 1. 幼なじみになりそう！ | 2024年1月10日  | CD-R                                  |
| 9th Single       | まだ夏の思い出がひとつもない！                     | SOWACD028  | 1. まだ夏の思い出がひとつもない！ | 2024年8月24日  | CD-R                                  |
| 夢乃なこソロ     | Hearts in sync                                     | -          | 1. Hearts in sync 2. Hearts in sync instrumental | 2025年7月20日  | 「夢乃なこ×カレンちゃん」名義 CD-R    |